# Top Model Ghana
Top Model Ghana là một trong những chương trình truyền hình thực tế hàng tuần được sản xuất bởi 702 Productions, Ltd. và được phát sóng trên GTV. Lấy cảm hứng từ America's Next Top Model, nhưng không phải độc quyền, mục tiêu của chương trình này là nâng cao tầm cỡ của các thí sinh trẻ trong nước và nâng cao nhận thức quốc tế về người mẫu.
Các buổi casting đã được tổ chức khắp bang Ghana. Các ứng viên phải từ 18 đến 24 tuổi tại thời điểm nộp đơn và chiều cao ít nhất của họ là từ 1m70 trở lên để đủ điều kiện đáp ứng tiêu chí do nhà sản xuất quy định.
Trong 8 tuần, 13 thí sinh chung quanh đã sống trong một ngôi nhà được trang bị máy ảnh và micrô. Họ cũng đã được đánh giá bởi ban giám khảo về cả tương tác quay phim của họ và màn thể hiện trong những thử thách. Các giám khảo, bao gồm các chuyên gia trong ngành thời trang, đại diện cơ quan, nhiếp ảnh gia và giám khảo khách mời hàng tuần (để đánh giá trong lĩnh vực chuyên môn của mình) loại bỏ một thí sinh mỗi tuần cho đến khi người chiến thắng xuất hiện.
Mỗi tập phim nhắm mục tiêu một kỹ năng sống đặc biệt và yêu cầu của người mẫu. Kiến thức và sự quen thuộc của người dự thi với đối tượng đã được mang ra thử thách. Các thí sinh tham vọng được đánh giá dựa trên thể hiện của họ trong những thử thách.
Cuối cùng, 6 người cạnh tranh với nhau trong một buổi lễ theo phong cách hoa hậu, nơi mà mỗi cô gái còn lại đều được trao một tựa đề Top Model Personality hay Top Model Unique. Trước khi người chiến thắng được công bố, top 2 đã được xác định trong khi thứ tự xếp hạng giữa bốn người kia vẫn chưa được biết.
Vào cuối chương trình, Mabel Tettey đã chiến thắng Caroline Sampson và giành danh hiệu Top Model Ghana 2006. Giải thưởng của cô là: 1 hợp đồng người mẫu với Rage Modeling Agency ở Los Angeles và 1 chuyến đi mua sắm ở Las Vegas trị giá 2000$.

## Các thí sinh
(Tuổi tính từ ngày dự thi)
| Thí sinh             | Tuổi | Bị loại ở | Hạng |
| -------------------- | ---- | --------- | ---- |
| Valentina            | 19   | Tập 2     | 13   |
| Charlene             | 24   | Tập 3     | 12   |
| Sabina               | 23   | Tập 4     | 11   |
| Esther               | 21   | Tập 5     | 10   |
| Jeane "Delali"       | 22   | Tập 6     | 9    |
| Patricia "Barbara"   | 22   | Tập 7     | 8    |
| Audery               | 19   | Tập 8     | 7    |
| Doris Adom-Asomaning | 24   | Tập 10    | 6-3  |
| Faila                | 24   | Tập 10    | 6-3  |
| Kate Tachie-Menson   | 20   | Tập 10    | 6-3  |
| Elizabeth "Suad"     | 20   | Tập 10    | 6-3  |
| Caroline Sampson     | 22   | Tập 10    | 2    |
| Mabel Tettey         | 20   | Tập 10    | 1    |

## Thứ tự gọi tên
| 1  | Audery    | Barbara  | Audery   | Barbara  | Doris    | Audery   | Caroline | Caroline | Caroline Mabel        | Mabel    |  |  |  |  |  |  |
| 2  | Barbara   | Faila    | Barbara  | Faila    | Mabel    | Caroline | Doris    | Suad     | Caroline Mabel        | Caroline |  |  |  |  |  |  |
| 3  | Charlene  | Mabel    | Caroline | Caroline | Audery   | Doris    | Faila    | Doris    | Doris Faila Kate Suad |          |  |  |  |  |  |  |
| 4  | Caroline  | Delali   | Delali   | Kate     | Faila    | Faila    | Kate     | Kate     | Doris Faila Kate Suad |          |  |  |  |  |  |  |
| 5  | Delali    | Doris    | Doris    | Audery   | Kate     | Kate     | Mabel    | Faila    | Doris Faila Kate Suad |          |  |  |  |  |  |  |
| 6  | Doris     | Caroline | Faila    | Suad     | Caroline | Mabel    | Suad     | Mabel    | Doris Faila Kate Suad |          |  |  |  |  |  |  |
| 7  | Esther    | Kate     | Kate     | Doris    | Barbara  | Suad     | Audery   |          |                       |          |  |  |  |  |  |  |
| 8  | Faila     | Suad     | Mabel    | Delali   | Suad     | Barbara  |          |          |                       |          |  |  |  |  |  |  |
| 9  | Kate      | Audery   | Suad     | Mabel    | Delali   |          |          |          |                       |          |  |  |  |  |  |  |
| 10 | Mabel     | Sabina   | Esther   | Esther   |          |          |          |          |                       |          |  |  |  |  |  |  |
| 11 | Sabina    | Esther   | Sabina   |          |          |          |          |          |                       |          |  |  |  |  |  |  |
| 12 | Suad      | Charlene |          |          |          |          |          |          |                       |          |  |  |  |  |  |  |
| 13 | Valentina |          |          |          |          |          |          |          |                       |          |  |  |  |  |  |  |

     Thí sinh bị loại
     Thí sinh chiến thắng cuộc thi
- Trong tuần 8 là tuần chung kết, chỉ có top 2 được công bố.
- Số tuần không liên quan số lượng các tập vì chương trình đôi khi được phát hơn 1 tập trong tuần.

### Buổi chụp hình và thử thách
- Tuần 1: Thời trang cá nhân; Đồ đi biển ở bãi biển Tills
- Tuần 2: Trình diễn thời trang cho O'Jeanne's Fashions
- Tuần 3: Quảng cáo sản phẩm
- Tuần 4:
- Tuần 5: Diện mạo mới
- Tuần 6:
- Tuần 7:
- Tuần 8: